# Rocinela propodialis
Rocinela propodialis là một loài chân đều trong họ Aegidae. Loài này được Richardson miêu tả khoa học năm 1905.